# Ferrari SP1
Ne doit pas être confondu avec Ferrari Monza SP1.
La Ferrari SP1 est un coupé du constructeur automobile italien Ferrari produite en un seul exemplaire en 2008 par le département spécial « One-off » de la marque.

## Présentation
La Ferrari SP1, 1er Projet Spécial du département « One-Off » de la marque au cheval cabré a été dévoilée le 13 novembre 2008. Elle est un modèle unique produit pour un client japonais fortuné du constructeur. 

### Design
Toute la carrosserie a été réalisée par Fioravanti.

## Caractéristiques techniques
La SP1 est basée sur la Ferrari F430 mais sa carrosserie est réduite par rapport au modèle de base avec l'utilisation de la fibre de carbone. 